# 干祿字書
《干祿字書》是唐代一本字樣學字書，由顏元孫撰寫，並一卷。劉中富統計此書共整理漢字804組，凡1656字，詳見其著作《干祿字書字類研究》（濟南：齊魯書社，二零零四年）。本頁的統計資料亦見於此書。

## 成書背景與動機

### 唐代科舉考試
唐朝科舉考試科目一共有六項：秀才，明經，進士，明法，明書，明算。當中，書寫的要求第一為正確，二才為遒麗。由此可見，唐代特別重視官吏士人的文字書寫規範。由是，顏元孫撰《干祿字書》的其中一個原因為使科舉文字得以統一，尤其突出「正字」這重要概念，所有考生必須依從其例以應考科舉。
《干祿字書》序云：「所謂正者，並有憑據，可以施著述文章、對策、碑碣、，將為允當。」下有註解為「進士考試，理宜必遵正體，明經對策，貴合經注本，又碑書多作八分，別詢舊則」。從此可見，唐代進士考試必依《干祿字書》的「正字」。所謂「既考文辭，兼詳翰墨，昇沈是繋，安可忽諸。」而此等「正字」則為全書對於唐代書寫文字的標準。在此，我們亦須留意，《干祿字書》的「正字」當以楷書寫成的。

### 承繼家族小學
顏元孫出身於精於小學的顏氏家族，其高祖父顏之推和伯祖父顏師古，皆以考注經史聞名。顏之推為北齊人，很早便提出正字的問題，批評當時學者盲目尊崇小篆，並指出《說文解字》等前代字書未必能解造字本意。顏師古精於訓詁，唐太宗曾派他考定五經，確定楷體文字，撰成《五經定本》，為取士的標準。刊正經籍時，他亦紀錄了不同樣式的楷書字體，輯成《顏氏字樣》。
顏元孫撰《干祿字書》當為繼承其伯祖顏師古之《顏氏字樣》。由《干祿字書》的序言可知，《顏氏字樣》錄成後，後有學士杜延業續修，編成《群書新定字樣》，然而沒有條貫，以致檢索困難，而且「應出而靡載」，「詭眾而難依」，不論收字或釋文都差強人意。加上文字繼續演變，不斷有新增訛字，故顏元孫萌生編制字書之意。「不揆庸虛，久思編輯，頃因閒暇，方契宿心」，顏元孫在玄宗時曾遭誣奏，黜歸田裡而鄉居十載，後人推斷《干祿字書》乃於此時完成。

## 《干祿字書》的流傳

### 三次刻石
顏元孫於寫成此書後，在唐代宗大曆九年（774年），其侄顏真卿出任湖州刺史時，書錄《干祿字書》，並摹勒上石，立於湖州刺史院東廳，「一二工人晝夜傳拓不息」（《湖州府誌．楊漢公刻跋》），可見此書大受歡迎。然而摹多速損，以致碑石殘破不堪。
唐文宗開成四年（839年），楊漢公以刻石損泐已甚，資助顏真卿之侄顏顒依早年搨本重刻。
宋高宗紹興壬戌（1142年）八月，《干祿字書》再度刻石，由潼州府宇文公主持，梓學教授成都勾詠操刀。是次刻石乃根據第二次刻石版本，以及蜀地所傳的木刻版本。此石搨本稱為蜀本。

### 各代刻本
1. 宋：寶祐五年．陳蘭孫（據第三次刻石而刻）。
2. 明：孫沐「萬玉堂刻本」、端始堂刻本、書林「夷門廣牘本」、胡文煥「格致叢書本」。
3. 清:馬曰璐（據宋代陳蘭孫木刻版覆刻）

《四庫全書》經部所錄的《干祿字書》主要根據馬曰璐覆刻本，又以蜀本（第三次刻石的搨本）校補訛脫。

## 體例和內容

### 體例

#### 依聲排字
序曰：「以平上去入四聲為次，每轉韻處朱點其上。」
《干祿字書》的音系乃根據《切韻》，先依平上去入四聲編次，再依大韻及小韻的次序。《切韻》是一部成於隋代的韻書，主要由陸法言撰寫，顏之推及蕭該等八位學者亦有討論和協助。
《干祿字書》的聲韻類別和音韻結構與《切韻》相同，但個別小韻和字的歸類不同於《切韻》，韻部數目也比《切韻》少，此乃因為《干祿字書》並非以辨聲為主，乃根據實際需要──應付科舉，求取榮祿──而編撰，聲韻不必拘於一格。
另外，雖云「每轉韻處朱點其上」，但由於本書的流傳以石刻搨本為主，刻石時沒有用其他符號代替，所以標示轉韻的朱點已散失。

#### 說明俗通正三體
序曰：「具言俗通正三體。」
書中每組字例皆列明各字屬何體（俗、通或正）。序言已說明俗通正三體的定義和使用範圍，如下──
- 俗字

「所謂俗者，例皆淺近，唯籍帳、文案、券契、藥方，非涉雅言，用亦無爽。儻能改革，善不可加。」此言俗字寫法較簡，乃後起字，可用於民間通俗文書、日常生活「非涉雅言」的場合。
- 通字

「所謂通者，相承久遠，可以施表奏、牋啟、尺牘、判狀，固免詆訶。」此言通字沿用已久，常見於公文。通字與俗字之別在於前者「遠」後者「近」，取決於使用時間的長短。
- 正字

「所謂正者，並有憑據，可以施著述、文章、對策、碑碣，將為允當。」正字即來歷可以垂之久遠，或見於《說文解字》，或見於經書典籍，可於涉雅言的場合使用。

#### 每種偏旁只舉一例
序曰：「偏旁同者，不復廣出。」
即偏旁相同的字，只舉一例說明正俗，餘者不再列出。例如「聡聦聰：上中通下正，諸從忩者並同，他皆放此」，同以「忩」為偏旁的字各體與「聡聦聰」相同，故「驄」、「摠」等字不會再加列舉。又如「互氐：上通下正，諸從氐者並準此」，同偏旁者如「仾低」不會重複。

#### 收錄易混字
序曰：「字有相亂，因有附焉。」
除了辨明俗通正三體，顏元孫也分析形似而意異的字，略說其義或讀音。以「彤肜」為例，釋文「上赤色，徒冬反；下祭名，音融」不但說明了字義，亦以反切和直音法標示其音，以防混淆。

### 內容

#### 辨析異體字
異體字即音義相同而書寫形式有別的字。《干祿字書》共收異體字1465個，分為707組，每組有二至三字，具言各字何屬──俗、通或正。俗通二體未必每字都有，正體則每組俱有，而排列次序必為最後。如「聡聦聰：上中通下正」，即是指「聡」和「聦」皆為通字，「聰」則是正字；又如「剪翦：上俗下正」，「剪」俗而「翦」正。
另外，707組異體字中，有56組為「並正字」，即該組字皆為正字，如「線綫：並正」、「懽歡：並正」。

#### 辨析易混字
《干祿字書》共收錄97組易混字（二字一組），加以辨識（釋義、注音，而無關俗通正），有時更會說明訛讀訛書的情況，如「逮逯：上及也，徒計反，俗音徒再反，非也，下人姓，音錄」。

#### 同類不同例
序中雖云「偏旁同者，不復廣出」，然而《干祿字書》有不少偏旁、釋文相同的字組，如「逈迥：上俗下正」和「垧坰：上俗下正」、「携擕：上通下正」和「鎸鐫：上通下正」。此謂同類（偏旁相同）同例（解說相同）。另有同類不同例之字組，如「茘荔：上俗下正」和「脋脅：上通下正」。

## 貢獻

### 開啟字樣學研究

#### 研究方法和內容
《干祿字書》以辨識異體字為主，分析易混字為副——
- 顏元孫訂定俗通正三體，指出各體適用範圍，即不同場合各有其約定俗成之用字標準，分組整理異體字，對目前文字加以規範，並提倡使用正字。

- 顏元孫亦集合易混字釋義注音，以明所以，減少誤讀和誤寫。如此既能目的規範字用，又能預防訛字愈傳愈廣，造成日後的或體。故辨明易混字能長遠地規範字用。

#### 靈活的正字思想
顏元孫既重視字之本，又包容字之變。《干祿字書》所確定的正字主要依據《說文解字》。餘者則經典相承，或當時廣泛使用。顏元孫不排斥隸變或隸省字，不以繁複生僻為正，反正視當時文字使用情況，容許俗通字於某些場合使用。他明白文字會自然發展，非正字不可能杜絕，只能減少。故規範字用不能守舊因循、盲從經典。
他亦提出了「並正」的概念，即正字並非獨一，假若某異體字有所憑據（憑據也者，或經典相承，或字書收錄，或當時普遍使用），而且使用頻率與本字差不多，則可判定為正字。茲乃注重實用，為時宜精神也。

### 奠定後世字書的基礎

#### 以四聲排序
《干祿字書》把所收漢字按聲分類，乃得平上去入四部，每部屬字再以韻部先後排列，開啟字書按聲編次之例，成為日後成正字學字書的主流，如宋代郭忠恕《佩觿》、宋代張有《復古編》、遼時僧人行均《龍龕手鑑》、元代李文仲《字鑑》、明代焦竑《俗書刊誤》等等。

#### 俗通正三體
《干祿字書》開創的體例影響後世字書，沿用此法者如宋代張有《復古編》、遼時僧人行均《龍龕手鑑》、元代李文仲《字鑑》等等。

#### 收錄易混字
「字有相亂，因而附焉」，辨明相似字不但可以整理漢字，更可正確用字，唐代歐陽融《經典分毫正字》、明代胡文煥《字學備考》均設「分毫」以明易混之字。宋代郭忠恕《佩觿》中下卷羅列形音相似的易混字，據四聲分為十部，加以分辨。

### 整理楷體漢字，改善訛用情況
漢字書寫形式隨時代改變（隸變、楷化），致令字體樣式也不斷變易，同字異體，莫衷一是。六朝戰事頻繁，時代動盪，漢字訛變叢生，異體紛呈，如顏之推所說：「北朝喪亂之餘，書跡鄙陋，加以轉輒造字，猥拙甚於江南」（《顏氏家訓》）。顏元孫以唐初顏師古《顏氏字樣》及杜延業《群書新定字樣》為基礎，對異體字俗正、易混字音義加以分析，整理《說文解字》以來的漢字，確立楷書樣式，提供正字標準，以助唐之統一。施安昌指出，盛唐及中唐（即《干祿字書》撰成後）的碑誌比初唐較少通俗字（比例降為百分之三），偶一見之者亦收於《干祿字書》。

### 知文字流變，助古書校定
《干祿字書》紀錄了唐時的正俗字，有助考察漢字的流變，並校定古書。段玉裁在《經韻樓集》卷七《書〈干祿字書〉後》卷七曰：「今世『蠶』作『蚕』，不知所由，考之此書（按：《干祿字書》也），則唐俗作『蝅』，而後又省也。」可見《干祿字書》可供流觀古今字變。
既察俗正遷移，便可校勘古籍。段玉裁在《經韻樓集》卷七亦言：「世俗字與唐時有不同，而為校定古書之一助……楊用修論《史記》必有『耑甫耑友』』等字者乃為古本，而不知其為唐之俗字。」《干祿字書》所收正字皆有憑據，多為世代相傳，而以俗、通二體對應正字，有助後世校定古籍，理解字意及形變之故。

### 提供聲韻資料
《干祿字書》總據《切韻》四聲次第編列文字，然由於個別小韻和字的歸類不同於《切韻》，韻部數目也比《切韻》少，故此《干祿字書》可提供有關唐朝科舉考試韻部規格的資料。